# فيكتور إس. جونسون جونيور
فيكتور إس. جونسون جونيور (بالإنجليزية: Victor S. Johnson, Jr.)‏ هو شخصية أعمال أمريكي، ولد في 12 يونيو 1916 في شيكاغو في الولايات المتحدة، وتوفي في 19 يناير 2008 في ناشفيل في الولايات المتحدة بسبب سرطان القولون.